# Shin Sang-min
Shin Sang-min (* 27. Juli 1986) ist ein ehemaliger südkoreanischer Leichtathlet, der sich auf den Mittelstreckenlauf spezialisiert hat.

## Sportliche Laufbahn
Erste internationale Erfahrungen sammelte Shin Sang-min im Jahr 2009, als er bei der Sommer-Universiade in Belgrad mit 3:52,74 min im 1500-Meter-Lauf in der ersten Runde ausschied. Anschließend belegte er bei den Asienmeisterschaften in Guangzhou in 3:59,56 min den elften Platz. Zwei Jahre später erreichte er bei den Asienmeisterschaften in Kōbe mit 3:48,36 min Rang sechs und schied anschließend bei den Weltmeisterschaften in Daegu mit 3:55,02 min im Vorlauf aus. 2013 gewann er bei den Ostasienspielen in Tianjin in 3:53,34 min die Silbermedaille hinter dem Chinesen Zhang Haikun. Im Jahr darauf nahm er erneut an den Asienspielen in Incheon teil, verpasste dort aber mit 3:57,19 min den Finaleinzug. Daraufhin beendete er seine Karriere, probierte 2017 noch einmal ein Comeback, ehe er dann in Cheongju seinen letzten Wettkampf bestritt.
In den Jahren 2009 und 2010 sowie 2012 und 2013 wurde Shin südkoreanischer Meister im 1500-Meter-Lauf.

## Persönliche Bestzeiten
- 1500 Meter: 3:42,38 min, 19. Juni 2011 in Kitami